# Gare de Sospel
La gare de Sospel est une gare ferroviaire française de la ligne de Nice à Breil-sur-Roya, située sur le territoire de la commune de Sospel, dans le département des Alpes-Maritimes, en région Provence-Alpes-Côte d'Azur.
Elle est mise en service en 1928 par la Compagnie des chemins de fer de Paris à Lyon et à la Méditerranée (PLM).
C'est une gare de la Société nationale des chemins de fer français (SNCF), desservie par des trains TER Provence-Alpes-Côte d'Azur.

## Situation ferroviaire
Établie à 359 mètres d'altitude, la gare de Sospel est située au point kilométrique (PK) 33,487 de la ligne de Nice à Breil-sur-Roya, entre les gares de Touët-de-L'Escarène et de Breil-sur-Roya.

## Histoire
La gare est mise en service le 31 octobre 1928, lors de l'ouverture au trafic voyageurs de la ligne par la Compagnie des chemins de fer de Paris à Lyon et à la Méditerranée (PLM).

## Fréquentation
De 2015 à 2023, selon les estimations de la SNCF, la fréquentation annuelle de la gare s'élève aux nombres indiqués dans le tableau ci-dessous.
| Année     | 2015   | 2016   | 2017   | 2018   | 2019   | 2020   | 2021   | 2022   | 2023   |
| --------- | ------ | ------ | ------ | ------ | ------ | ------ | ------ | ------ | ------ |
| Voyageurs | 46 369 | 50 748 | 56 821 | 52 227 | 57 160 | 28 644 | 24 291 | 45 712 | 59 023 |

## Service des voyageurs

### Accueil
Gare SNCF, elle dispose d'un bâtiment voyageurs, avec guichet, ouvert du lundi au vendredi, fermé les samedis dimanches et fériés. Elle est équipée d'automates pour l'achat de titres de transport.

### Desserte
Sospel est desservie par des trains TER PACA qui effectuent des missions entre les gares de Nice-Ville et celle de Breil-sur-Roya. 

### Intermodalité
Un parking pour les véhicules est aménagé.
La gare est desservie par un autocar et des navettes du réseau de la communauté d'agglomération de la Riviera française (Zest), par l'intermédiaire de l'arrêt Sospel Gare SNCF avec les lignes 15, E et F.

La gare en 2014
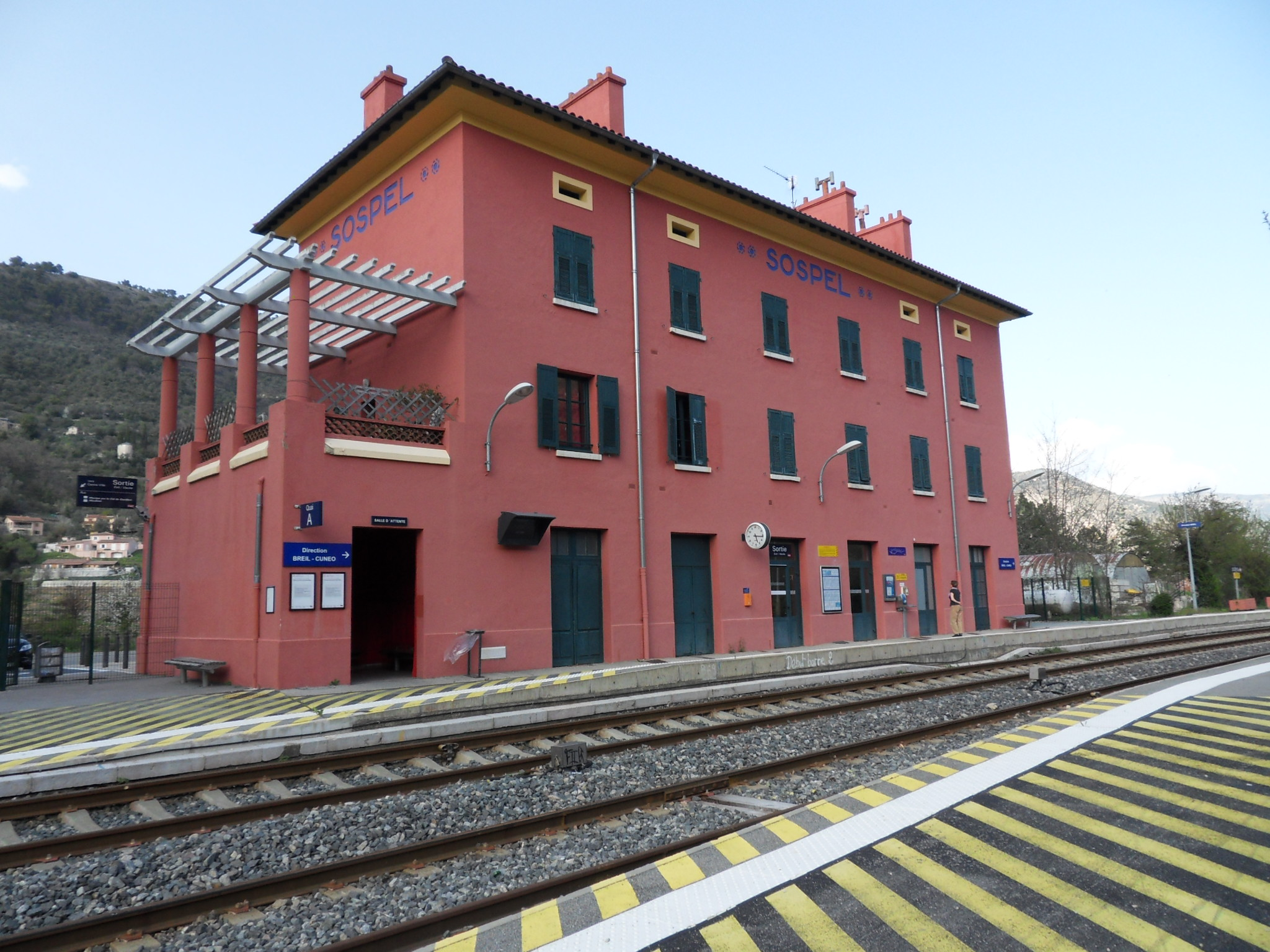
Vue du quai extérieur.
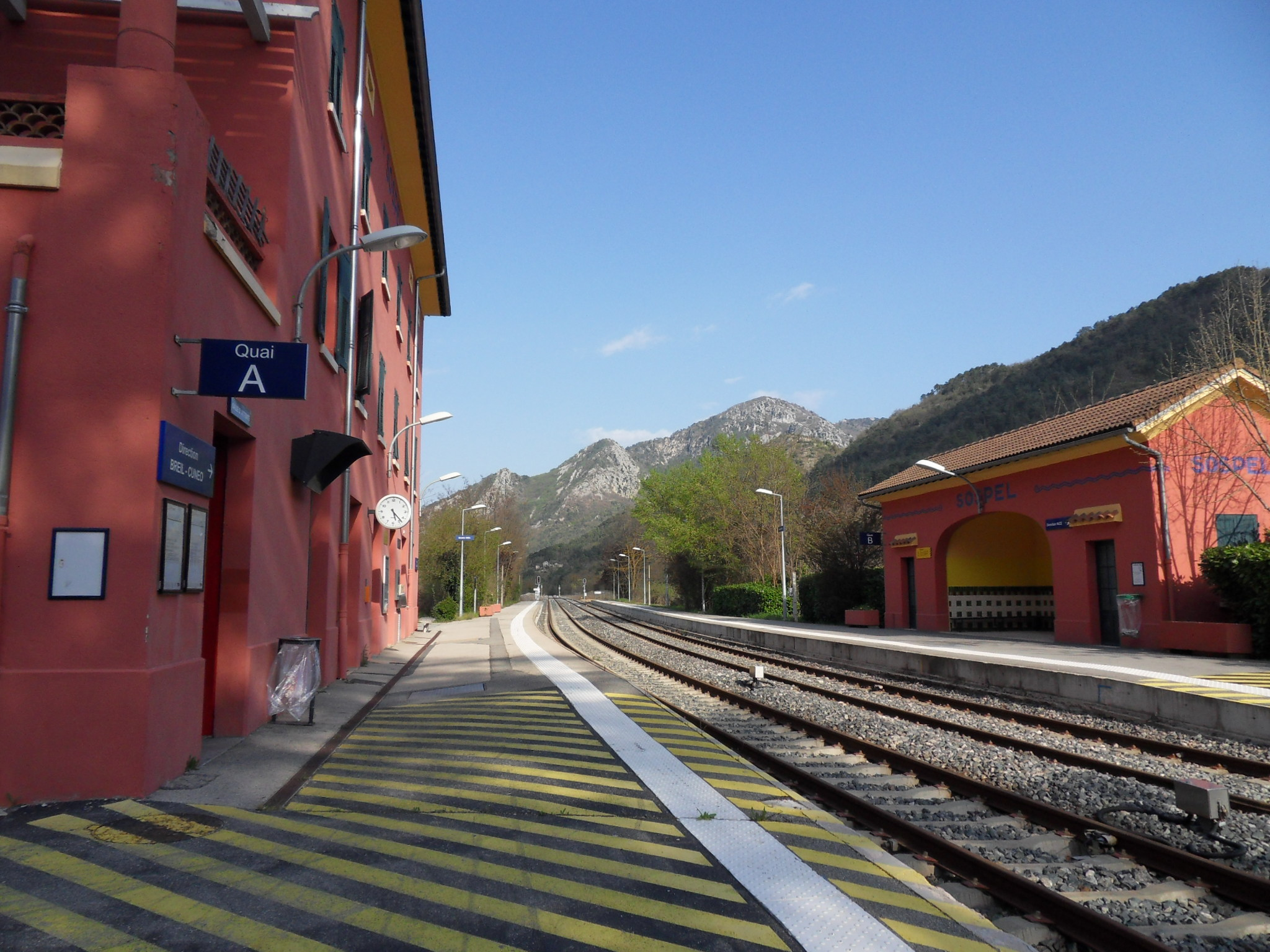
Intérieur de la gare.
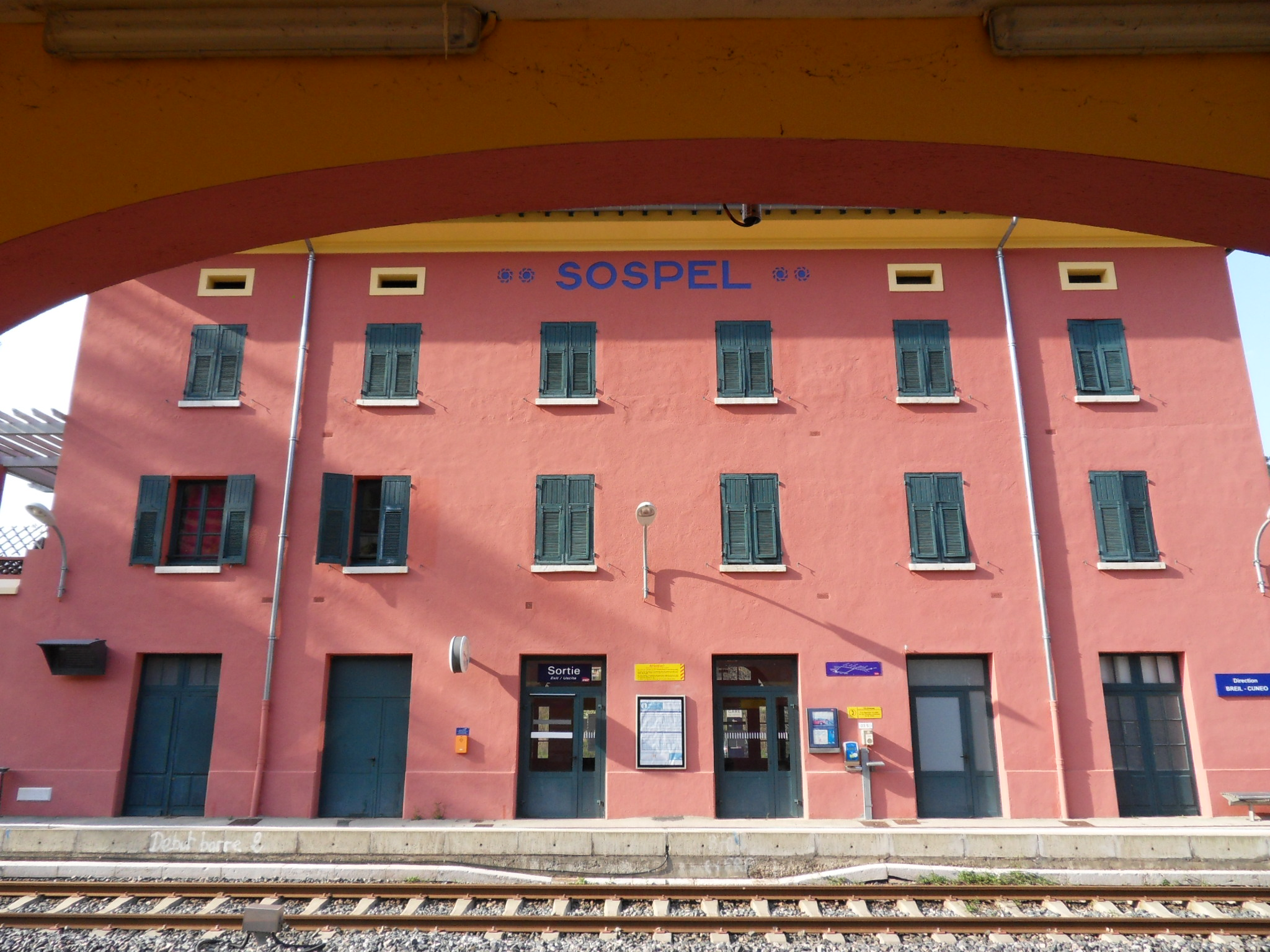
Détail façade et quai.